# Katerythrops tattersalli
Katerythrops tattersalli är en kräftdjursart som beskrevs av Illig 1930. Katerythrops tattersalli ingår i släktet Katerythrops och familjen Mysidae. Inga underarter finns listade i Catalogue of Life.